# Brand reputation
La brand reputation o reputazione della marca, identifica la web reputation riferita al nome di un prodotto, di un'azienda o di un marchio, ovvero quanto e come il nome di un prodotto o di un marchio è conosciuto e apprezzato sul web.

## Concetto
La brand reputation non dipende solo dalla comunicazione dell'azienda, come era prima dell'avvento del digital marketing, ma è il risultato di un processo collettivo, nel quale hanno un ruolo fondamentale tutti gli stakeholders dell'impresa e la reputazione finisce per dipendere da come essi percepiscono il brand e le azioni che l'azienda intraprende quotidianamente. La reputazione di un brand diventa elemento centrale nelle strategie di comunicazione aziendale.
Una reputazione positiva genera anche un sentimento positivo nei confronti della marca, coloro che sono coinvolti in questo diventano dei portavoce volontari dell'azienda, raccomanderanno la marca ai propri amici e ne parleranno bene, attivando un passaparola positivo per il brand. I consumatori rappresentano la forma di comunicazione che maggiormente è in grado di influenzare le decisioni d'acquisto.
È dimostrato come la brand reputation porti risultati migliori della comunicazione unidirezionale dell'azienda nel dispiegare l'effetto della brand advertising sui risultati del valore della brand equity.
I mezzi di comunicazione non tradizionali, come i social media, aumentano il valore percepito dal consumatore rispetto alle attività di marketing e da ciò deriva l'importanza dell'utente stesso nel generare le vendite e il passa parola positivo, che sono utili alla costruzione e alla gestione della reputazione della marca.

## Gestione
Alcuni comportamenti da tenere in considerazione nella gestione della brand reputation sono:
- essere trasparenti: è fondamentale che le aziende siano trasparenti con i propri interlocutori;
- essere autentici: gioca un ruolo fondamentale nella costruzione, nel mantenimento e nella difesa della reputazione di marca comunicare in modo veritiero;[3]
- monitorare: ogni cosa che succede sul web e che riguarda il brand deve essere considerata come esperienza per future azioni che tengano in considerazione quegli elementi che non hanno funzionato, elaborando una nuova strategia in grado di risultare efficace;
- ispirare fiducia: essere credibili e avere consumatori fidelizzati è sinonimo di un'ottima brand reputation
- creare contenuti di valore e coinvolgere.[senza fonte]